# Vararia gittonii
Vararia gittonii är en svampart som beskrevs av Boidin & Lanq. 1975. Vararia gittonii ingår i släktet Vararia och familjen Lachnocladiaceae.   Inga underarter finns listade i Catalogue of Life.